# Paula Dalla Corte
Paula Dalla Corte (Tägerwilen, 21 mei 2001) is een Zwitsers zangeres. Ze won in 2020 het tiende seizoen van The Voice of Germany.

## Biografie
Corte groeide op in Tägerwilen in het Zwitserse kanton Thurgau. Ze heeft een jongere broer en zus en studeerde aan de Kantonsschule Kreuzlingen. In 2020 deed Corte mee aan het tiende seizoen van The Voice of Germany. Als onderdeel van het team van coaches Samu Huber en Rea Garvey wist Corte dit seizoen van The Voice te winnen. Haar winnende single was Someone Better die ze schreef voorafgaande aan de finale van de talentenjacht. Na de middelbare school behaalde ze haar diploma aan de middelbare school en verhuisde ze voor drie maanden naar Los Angeles. Hierna bracht ze ook tijd door in Berlijn, waar ze in augustus 2023 haar tweede single Good Girl Killer uitbracht. In 2024 volgden de singles Bite Me, Ugly Beauty en Heavy Heart. Deze singles maakten onderdeel uit van Corte's debuut ep Fashion.

## Discografie

### Ep's
- 2024: Fashion

### Singles
- 2020: Someone Better
- 2023: Good Girl Killer
- 2024: Bite Me
- 2024: Ugly Beauty
- 2024: Heavy Heart